# Junna
Junna (淳和天皇; 786 – 840) è stato il 53º imperatore del Giappone.

## Biografia
Figlio di Kanmu, il suo nome alla nascita era Otomo (大伴皇子), mentre sua madre era una nobile dei Fujiwara.
Dopo la ribellione dell'ex-imperatore Heizei divenne il principe ereditario dell'imperatore Saga. Regnò dall'823 all'833, un periodo di pace; scelse oculatamente i suoi ufficiali e dignitari, e riformò il governo regionale che stava diventando troppo inefficiente.